# Hazeldean Mall
O Hazeldean Mall é um shopping center localizado na cidade de Ottawa, Ontário, no Canadá.